# Антипин, Юрий Викторович
Юрий Викторович Антипин  (род. 30 июня 1939, Уфа, Башкирская АССР - 6 июля 2014 года, Уфа) — советский и российский инженер. Доктор технических наук (1993), профессор УГНТУ (кафедра «Разработка нефтяных и газовых месторождений» (с 1995)). Почётный нефтяник РФ (1998), отличник образования РБ (2003).

## Биография
Антипин Юрий Викторович родился 30 июня 1939 года в Уфе.
Окончил Уфимский нефтяной институт (1962), специальность «Разработка нефтегазовых месторождений».
Работал мастером научно-производственного управления «Ишимбайнефть» (1962-1963), инженером, ассистентом, доцентом УНИ-УГНТУ. Профессор УНИ-УГНТУ с 1963 года.
Научно-исследовательская работа связана с решением ряда важнейших проблем добычи нефти и разработки нефтяных и газовых месторождений. Основное направление работы связано с изучением процессов добычи нефти в осложнённых условиях эксплуатации скважин, в частности с исследованием образования отложений неорганических солей в нефтепромысловом оборудовании. Автор 12 авторских свидетельств и патентов на изобретения, разработчик оригинальных методов обнаружения зон отложения солей и прогнозирования их образования. Автор более 120 научных трудов.
Темы диссертационных исследований: «Изучение особенностей фильтрации при малых градиентах давления» (1970), «Причины, условия, прогнозирование образования отложений солей и разработка способов борьбы с ними при добыче нефти» (1993).

## Награды и звания
Почётный нефтяник РФ (1998)
Знак «Победитель соцсоревнования», Почётная грамота Министерства нефтяной промышленности СССР, Почётная грамота УГНТУ, Почётный знак «Отличник высшей школы».